# Багадур-шах (султан Хандешу)
Багадур-шах (урду بہادر شاہ; д/н — 1623/1624) — останній султан Хандешу у 1597—1601 роках.

## Життєпис
Син Мірана Аділ-хана IV. Замолоду звався Кадр-хан (за іншими відомостями — Хизр-хан). Посів трон 1597 року після загибелі батька, прийнявши ім'я Багадур-шах. Був незадоволений придбаннями внаслідок військової кампанії спільно з могольським військом 1597 року проти Ахмеднагарського султанату. З приводу цього почав перемовини з могольським візиром Абу'л-Фазлом. Разом з тим видав доньку за Султан Мурада (сина падишаха Акбара), могольського субадара Берару.
На початку 1600 року, коли прибув до Берару новий субадар — Даніял-мірза (син Акбара), вхандеський султан не прибув до нього на аудієнцію. Падишах відправив Абу л-Фазла до Багадур-шаха, щоб той надав свої виправдання, оскільки такі дії розглядалися, як заколот. Невдовзі після цього султан перебрався до фортеці Асіргарх, де став готуватися до війни та почав перемовини з ахмеднагарськими військовиками на чолі із Маліком Амбаром. У квітні 1600 року Акбар особисто вирушив до Бурханпуру, наказавши Абдул Рахім-хану взяти в облогу Асіргарх. 10 грудня 1600 року під час перемовин був взятий у полон, але відмовився віддати наказ про капітуляцію Якут-хану, командувачу залоги Асігарху, здатися. Лише наприкінці січня 1601 року фортецю було захоплено. Багадур-шаха з усіма членами родини було відправлено до Агри, де ув'язнено. Хандеський султанат було приєднано до Імперії Великих Моголів.
Колишній султан помер 1623 або 1624 року.